# إليزابيث بولدن
إليزابيث بولدين (اسم الولادة جونز؛ 15 أغسطس 1890 – 11 ديسمبر 2006) كانت معمرة أمريكية فوق 110 أعوام، وكانت في وقت وفاتها بعمر 116 عامًا و118 يومًا، معترف بها من قبل موسوعة غينيس للأرقام القياسية كأقدم شخص على قيد الحياة في العالم آنذاك.

## السيرة الذاتية
وُلدت إليزابيث جونز في عام 1890 في سومرفيل، تينيسي كابنة لعبيد سابقين تم تحريرهم.
تزوجت من لويس بولدين (1892–1955) في عام 1908 عندما كانت تبلغ من العمر 18 عامًا وكان هو يبلغ 16 عامًا، وولد طفلهما الأول، ابنهما جيمس إيزيل بولدين، الأب (23 سبتمبر 1910–18 سبتمبر 1986) بعد عامين عندما كانت تبلغ 20 عامًا وكان هو يبلغ 18 عامًا. أنجبت إليزابيث ولويس بولدين ثلاثة أبناء وأربع بنات وزرعوا القطن والمحاصيل المعيشية على الأراضي الزراعية بالقرب من ممفيس حتى خمسينيات القرن العشرين.[بحاجة لمصدر]
عاشت بولدين بعد وفاة ابن آخر، جون ويسلي "ويس" بولدين (16 ديسمبر 1915 – 8 أكتوبر 1983)، الذي توفي عن عمر يناهز 68 عامًا، وابنتين، إيثيل بيل ريديك (1912 – 13 سبتمبر 1935)، التي توفيت عن عمر 23 عامًا، وآني بيرل ترايس (21 يونيو 1925 – 15 أبريل 2001) التي عاشت حتى سن 75 عامًا، بالإضافة إلى حفيدها، جيمس إميل ويليام بولدين، الابن (8 أغسطس 1930 – 3 أكتوبر 1998)، الابن الأكبر لابنها الراحل إيزيل، الذي كان يبلغ من العمر 68 عامًا عند وفاته.[بحاجة لمصدر]
كانت ابنتان فقط على قيد الحياة عند وفاة بولدين في عام 2006، كوين إيستر رودس (مواليد 1917)، التي توفيت في عام 2007 عن عمر يناهز 90 عامًا، ومامي بريتمن (مواليد 1920)، التي توفيت عن عمر يناهز 102 عامًا في عام 2022.[بحاجة لمصدر] في وقت احتفالها بعيد ميلادها الـ116 في أغسطس 2006، كان لدى بولدين أيضًا 40 حفيدًا، و75 من أبناء الأحفاد، و150 من أبناء أبناء الأحفاد، و220 من أبناء أبناء أبناء الأحفاد و75 من أبناء أبناء أبناء أبناء الأحفاد.

## الحياة اللاحقة
في سنواتها الأخيرة، أقامت بولدين في دار لرعاية المسنين في ممفيس كانت تعيش فيه منذ أن كانت تبلغ 109 أعوام، ووصفها أفراد عائلتها بأنها غير قادرة على التواصل. وطلبوا تقليل الاهتمام الإعلامي (مثل المقابلات والزيارات). بينما كانت أقدم شخص في العالم، نادرًا ما كانت بولدين تظهر في الأماكن العامة.
تم تصويرها لكتابين مختلفين في أوائل عام 2005، وتم عرضها في مجلة جت في مايو 2005 وفي صحيفة ممفيس كوميرشال أبيل في يونيو 2005. في عيد ميلادها الـ116، تم إصدار صور جديدة لأول مرة منذ ما يقرب من عام، وقالت عائلتها إنها كانت تتطلع إلى عيد ميلادها.

## سجلات العمر
تم التحقق من إليزابيث بولدين في أبريل 2005 كأقدم مواطن موثق في الولايات المتحدة منذ وفاة إيما فيرونا جونستون في ديسمبر السابق. قبل ذلك، كانت بيتي ويلسون أقدم أمريكية معروفة. بعد وفاة هيندريكي فان أندل في 30 أغسطس 2005، اعتُقد أنها أقدم شخص على قيد الحياة حتى 9 ديسمبر 2005، عندما تم التحقق من أن ماريا كابوفيلا أكبر سنًا. أصبحت أقدم شخص على قيد الحياة بعد وفاة كابوفيلا في 27 أغسطس 2006. تم تأكيد ذلك رسميًا في 17 سبتمبر 2006 من قبل موسوعة غينيس للأرقام القياسية.
في وقت وفاتها، كانت سادس أقدم شخص موثق على الإطلاق دون جدل. بعد وفاتها، أصبح إيميليانو ميركادو ديل تورو أقدم شخص في العالم وأصبحت جولي وينيفريد برتراند أقدم امرأة في العالم.

## روابط خارجية
- إليزابيث بولدين في برنامج ديفيد ليترمان على يوتيوب
- CBS News – امرأة من ممفيس تحتفل بعيد ميلادها الـ116
- The Associated Press – امرأة من ممفيس مدرجة كأقدم شخص في العالم توفيت عن عمر 116 عامًا
- CNN – وفاة أقدم امرأة عن عمر يناهز 116 عامًا نسخة محفوظة 8 يناير 2007 على موقع واي باك مشين.
- Sun-Sentinel – امرأة من ممفيس مدرجة كأقدم شخص في العالم توفيت عن عمر 116 عامًا[وصلة مكسورة]
- Blackamericaweb – إليزابيث بولدين، أقدم امرأة أمريكية وابنة عبيد محررين، توفيت عن عمر 116 عامًا